# 磁気誘導断層撮影
磁気誘導断層撮影(じきゆうどうだんそうさつえい、英語: Magnetic induction Tomography : MIT)とは高感度磁気センサーを使用して試料の内部構造を可視化する手法。

## 概要
磁気誘導断層撮影は能動的と受動的に分類され、能動的手法では外部から磁場を印加して電磁誘導効果により試料内の導体に生起される渦電流による磁場を検出する。角度を変えて検出することにより、コンピュータ断層撮影での画像再構成アルゴリズムを適用することで画像を再構成する。
受動的手法では外部からの磁場の印加は無く、複数の角度からの磁場信号を基に画像再構成アルゴリズムで画像を再構成する。
また、試料内部の構造を可視化する目的の類似の手法としては磁場の印加によって生成した内部の振動を検出したり、透磁率の違いを基にした内部構造の可視化の試みもある。

## 特徴
- 機能的情報が得られる
- 無侵襲計測
- 局在推定が数mmの精度
- 電位による測定が困難な体内の深部からの信号が検出できる

## 用途
- 診断
- 地質構造の調査
- 試料の分析
- 内部構造の可視化
- 非破壊検査